# Lagoa da Prata (Ilha de São Miguel)
A Lagoa da Prata é uma lagoa portuguesa, localizada na ilha açoriana de São Miguel, arquipélago dos Açores, no município de Ponta Delgada e está relacionada com a formação vulcânica do Maciço das Sete Cidades, pois embora já se encontre fora deste recebe, tal como a Lagoa das Canas o efeito que a altitude do maciço provoca na formação de nuvens e neblinas com consequente formação de chuvas.
Esta lagoa encontra-se a uma cota de altitude em relação ao nível do mar que ronda os 400 metros.